# Ен (Рона-Алпи)
Ен (фр. Ain) департман је у источној Француској. Припада региону Рона-Алпи, а главни град департмана (префектура) је Бур ан Брес. Департман Ен је означен редним бројем 01. Његова површина износи 5.762 км². По подацима из 2010. године у департману Ен је живело 614.331 становника, а густина насељености је износила 107 становника по км².
Овај департман је административно подељен на:
- 4 округа
- 43 кантона и
- 419 општина.

## Демографија
| 1999.   |
| ------- |
| 614.331 |